# Diego González Saavedra
Diego Humberto González Saavedra, (Coquimbo, Chile, 28 de agosto de 1998) es un futbolista chileno que juega de mediocampista en Brujas de Salamanca de la Segunda División Profesional de Chile.

## Trayectoria
Surgido de las divisiones inferiores de Coquimbo Unido, debutó en la victoria 1-2 ante Iberia de visitante, válido por la sexta fecha del Torneo de Transición de la Primera B, ingresando en el minuto 90+2 del encuentro.

## Estadísticas
| Club                   | Div.       | Temporada  | Liga  | Liga  | Copas nacionales | Copas nacionales | Torneos internacionales | Torneos internacionales | Total | Total |
| Club                   | Div.       | Temporada  | Part. | Goles | Part.            | Goles            | Part.                   | Goles                   | Part. | Goles |
| ---------------------- | ---------- | ---------- | ----- | ----- | ---------------- | ---------------- | ----------------------- | ----------------------- | ----- | ----- |
| Coquimbo Unido · Chile | 2.ª        | 2017       | 1     | 0     | —                | —                | —                       | —                       | 1     | 0     |
| Coquimbo Unido · Chile | 2.ª        | 2018       | 26    | 0     | —                | —                | —                       | —                       | 26    | 0     |
| Coquimbo Unido · Chile | Total club | Total club | 27    | 0     | 0                | 0                | 0                       | 0                       | 27    | 0     |
| O'Higgins · Chile      | 1.ª        | 2019       | 7     | 0     | 3                | 0                | —                       | —                       | 10    | 0     |
| O'Higgins · Chile      | 1.ª        | 2020       | 8     | 0     | —                | —                | —                       | —                       | 8     | 0     |
| Cobresal · Chile       | 1.ª        | 2021       | 7     | 0     | 2                | 0                | —                       | —                       | 9     | 0     |
| Cobresal · Chile       | Total club | Total club | 7     | 0     | 2                | 0                | 0                       | 0                       | 9     | 0     |
| O'Higgins · Chile      | 1.ª        | 2022       | 2     | 0     | 0                | 0                | —                       | —                       | 2     | 0     |
| O'Higgins · Chile      | Total club | Total club | 17    | 0     | 3                | 0                | 0                       | 0                       | 20    | 0     |
| Total club             | Total club | Total club | 51    | 0     | 5                | 0                | 0                       | 0                       | 56    | 0     |
| 1. 2.                  |            |            |       |       |                  |                  |                         |                         |       |       |

## Palmarés

### Campeonatos nacionales
| Título           | Club             | País  | Año  |
| ---------------- | ---------------- | ----- | ---- |
| Primera B        | Coquimbo Unido   | Chile | 2018 |
| Segunda División | Deportes Limache | Chile | 2023 |